# (1010) Marlene
(1010) Marlene es un asteroide que forma parte del cinturón de asteroides y fue descubierto por Karl Wilhelm Reinmuth el 12 de noviembre de 1923 desde el observatorio de Heidelberg-Königstuhl, Alemania.

## Designación y nombre
Marlene fue designado al principio como 1923 PF.
Posteriormente se nombró en honor de la actriz alemana Marlene Dietrich (1901-1992).

## Características orbitales
Marlene está situado a una distancia media de 2,932 ua del Sol, pudiendo acercarse hasta 2,637 ua y alejarse hasta 3,228 ua. Tiene una inclinación orbital de 3,911° y una excentricidad de 0,1006. Emplea 1834 días en completar una órbita alrededor del Sol.